# Dinara Fakhritdinova
Dinara Fakhritdinova est une grimpeuse russe, née le 20 novembre 1992.
Elle remporte, en 2013, le titre de championne d'Europe en escalade de difficulté.

## Biographie
Dinara Fakhritdinova est née le 20 novembre 1992, à Salavat. Sa famille déménage à Goubkinski, au ord de la Russie, alors qu'elle a quatre ans. Son père qui était athlète meurt quand elle a sept ans.
Dans ses jeunes années, elle fait de la gymnastique acrobatique, puis elle commence l'escalade à l'âge de dix ans quand sa sœur l'inscrit dans une salle d'escalade.
Elle fait partie de la sélection russe pour les compétitions internationales d'escalade depuis mai 2006, elle a alors treize ans, d'abord en catégories jeunes puis en adulte.
À seize ans, elle déménage à Moscou.
Elle aime les trois disciplines, mais sa préférence va aux épreuves de difficulté. Elle trouve les épreuves d'escalade de bloc difficiles pour les compétitrices de sa taille, et elle dit perdre un peu d'intérêt pour les épreuves de vitesse, en 2014.  Elle aime également grimper en falaise, mais la compétition lui laisse peu de temps libre et ses voyages vers les falaises d'Europe ne sont pas fréquents.
Le 13 juillet 2013, elle remporte, à l'âge de vingt ans, le Championnat d'Europe d'escalade de difficulté à Chamonix devant plus de 15 000 spectateurs. C'est son premier titre international majeur chez les séniors,.
En novembre 2015, elle est victime d'une agression au couteau qui lui laisse de profondes blessures à l'abdomen. Elle subit une importante opération chirurgicale et doit rester 10 jours à l’hôpital,,.
Elle est de retour à la compétition internationale le 11 juillet 2016 à l’occasion de la première étape de Coupe du monde de difficulté, à Chamonix.

## Palmarès

### Compétitions officielles internationales
| Date            | Nom et lieu de la compétition        | Discipline | Place |
| --------------- | ------------------------------------ | ---------- | ----- |
| 21 octobre 2012 | Coupe du monde, Mokpo (KOR)          | difficulté | 3e    |
| 13 juillet 2013 | Championnat d'Europe, Chamonix (FRA) | difficulté | 1re   |
| 4 août 2013     | Jeux mondiaux, Cali (COL)            | difficulté | 3e    |